# Токарев, Пётр Никитич
Пётр Никитич (Никитович) Токарев (1924—2015) — советский военный деятель, работник образования и учёный, кандидат исторических наук, полковник.
Автор более 50 научных, научно-популярных и учебно-методических работ.

## Биография
Родился 23 февраля 1924 года в деревне Аничкино Добрянского района Пермской области.
После школы работал на железнодорожной станции. В августе 1942 года был призван в Красную армию.
В апреле 1943 года, окончив Златоустовское пулеметное училище, в звании младшего лейтенанта был направлен командиром взвода на Западный фронт, где начал Великую Отечественную войну в 215-й стрелковой дивизии. В августе 1944 года стал членом ВКП(б)/КПСС.
5 февраля 1945 года Пётр Токарев был тяжело ранен. После выздоровления находился на военной службе в Группе советских войск в Германии до декабря 1949 года. С января 1950 года проходил службу в частях Забайкальского военного округа. Летом 1962 года с должности заместителя командира полка Забайкальского военного округа по оргмероприятиям был направлен в Военный комиссариат Якутской АССР заместителем военного комиссара республики. Приказом Главкома Сухопутных войск 31 июля 1968 года подполковник П. Н. Токарев был назначен начальником вновь организуемой военной кафедры Якутского государственного университета (ЯГУ, ныне Северо-Восточный федеральный университет имени М. К. Аммосова). В 1970 году он заочно окончил историческое отделение историко-филологического факультета этого университета.
В 1975 году под руководством профессора Г. П. Башарина успешно защитил кандидатскую диссертацию на тему «Партийное руководство военно-оборонной работой в Якутии: 1939—1945 гг.», стал доцентом ЯГУ.
Занимался общественной деятельностью — был членом редакционной коллегии «Память» Республики Саха (Якутия) и Республиканского совета ветеранов войны и труда.
Награждён орденами Отечественной войны 1-й и 2-й степеней, Красной Звезды и Александра Невского (СССР), а также многими медалями СССР, Польши и Монголии. В 2010 году был награждён орденом «Полярная звезда» — высшей наградой Республики Саха (Якутия).
Умер 13 декабря 2015 года в Якутске.
В 2016 году в Северо-Восточном федеральном университете была установлена мемориальная доска в память о Петре Никитиче Токареве.